# Shorwell

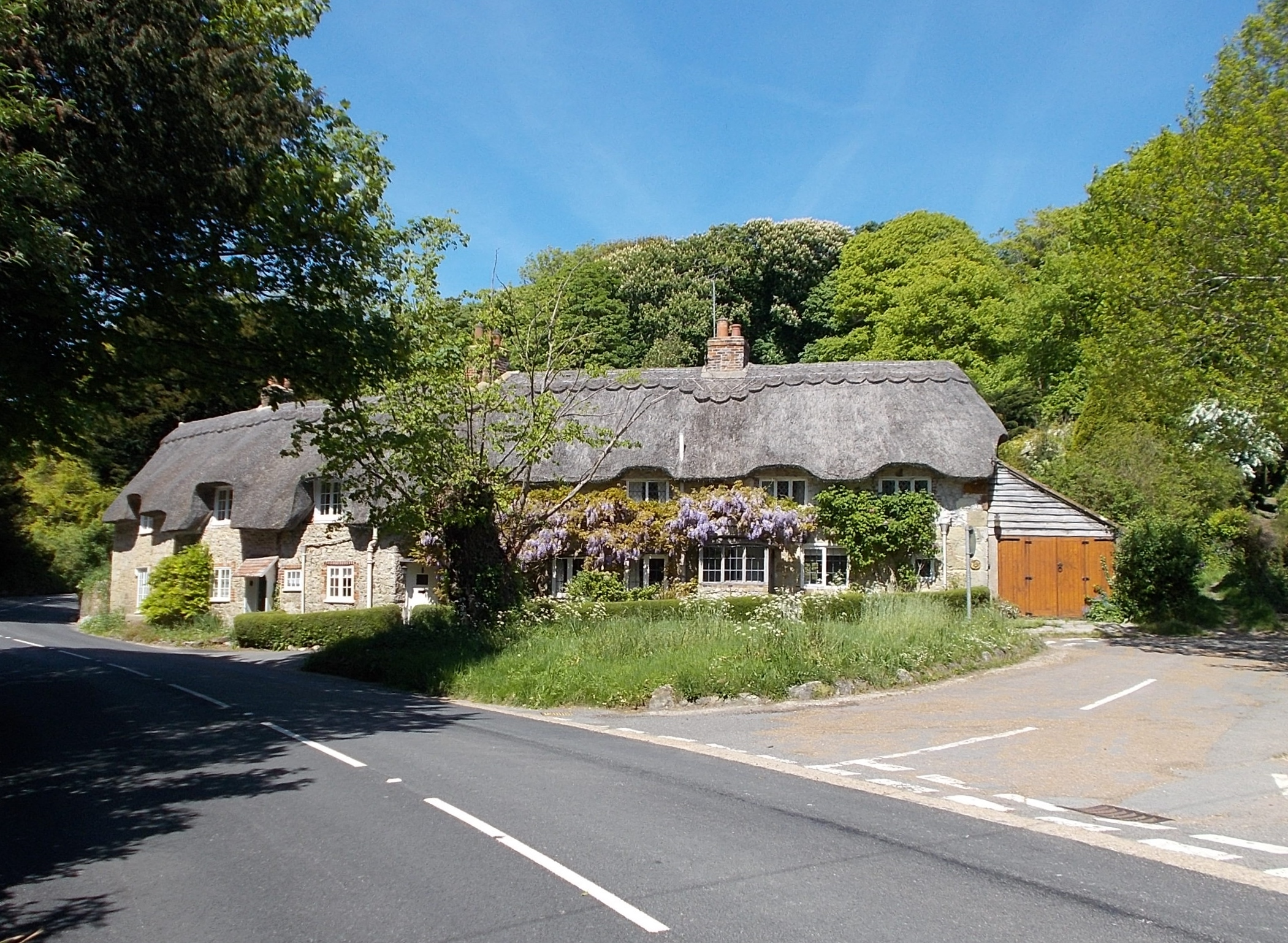
Nhà mái rơm ở Shorwell

Shorwell là một ngôi làng và xã (civil parish) nằm trên Isle of Wight (đảo Wight), Vương quốc Liên hiệp Anh và Bắc Ireland. Nó nằm cách Newport 4+1⁄2 dặm (7,2 km) về phía tây nam. Shorwell từng là một điểm đến ưa thích trên Isle of Wight của Victoria của Anh.

## Lịch sử
Giáo khu Shorwell bao gồm ba căn thái ấp: North Shorwell (hay Northcourt), South Shorwell (hay Westcourt), và Wolverton. Chiếc mũ sắt Shorwell, một chiếc mũ chiến Anglo-Saxon, được phát hiện trong giáo khu này. Deputy Governor of the Island (Phó Thống xứ Đảo), Sir John Leigh, là người cho xây thái ấp Northcourt vào năm 1615; đây cũng là căn thái ấp lớn nhất trên đảo.

## Đặc điểm

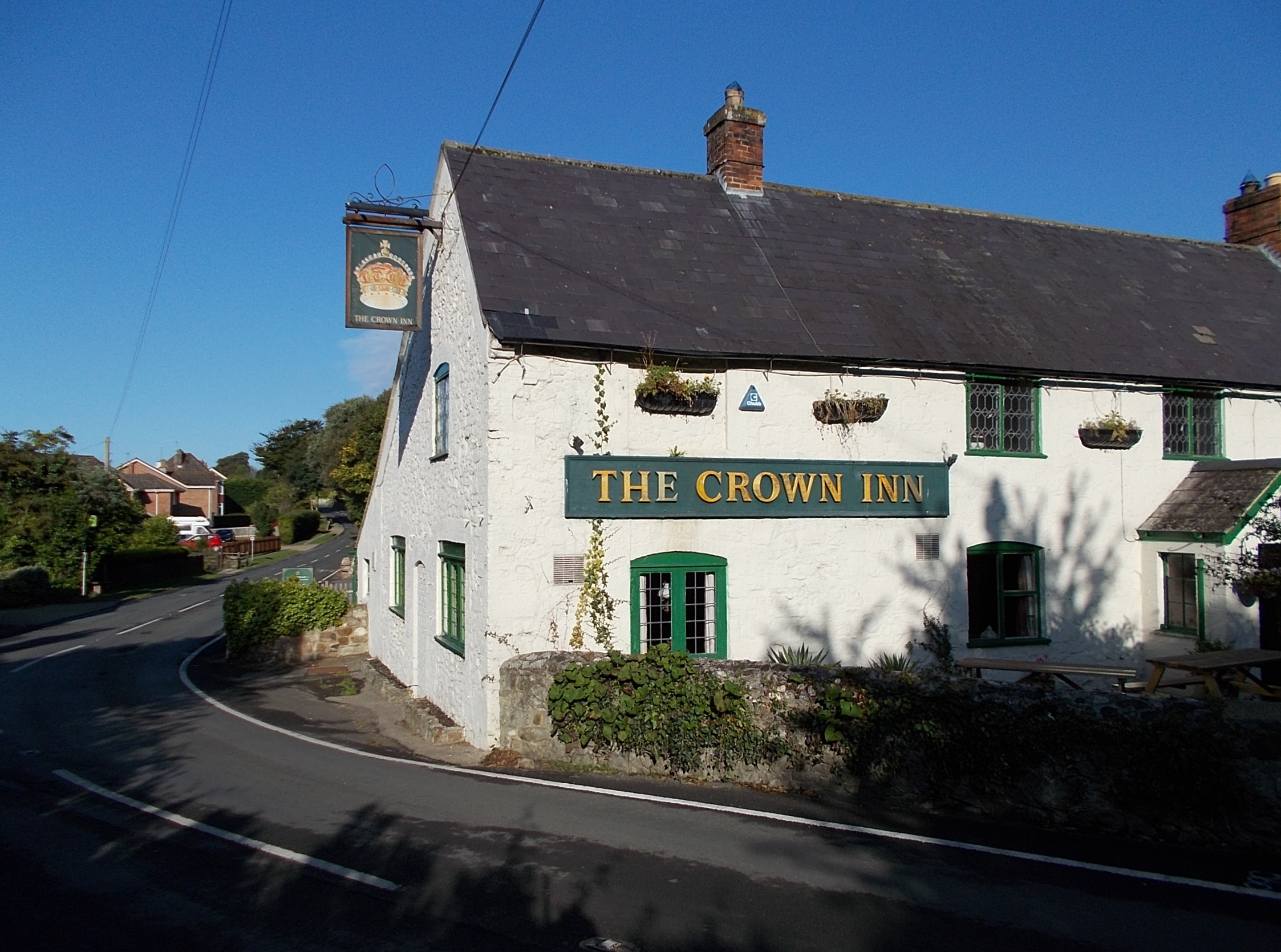
The Crown Inn (Nhà trọ Crown)

Trong sân thái ấp Northcourt Manor có một mạch nước, gọi là Shor Well, chảy đến một con lạch mà lại đổ ra Buddle Brook.
Địa hình Shorwell hơi mấp mô. Có nhiều tuyến đường bộ băng qua vùng này, nối ngôi làng với những con đường gần kề biển hơn. Nhà thờ St. Peter's thế kỷ XII cũng nằm trong làng.
Đây là nơi mà câu lạc bộ bóng lưới lâu đời nhất đảo, cũng như câu lạc bộ bóng đá Sunday League (nghiệp dư) lâu đời nhất trên đảo, Shorwell United, được lập nên.
Ngôi làng này liên thông với phần còn lại của đảo nhờ xe buýt Southern Vectis tuyến 12, chạy đến Freshwater, Totland, Newport cùng các làng kề cạnh.